# هيركانيا

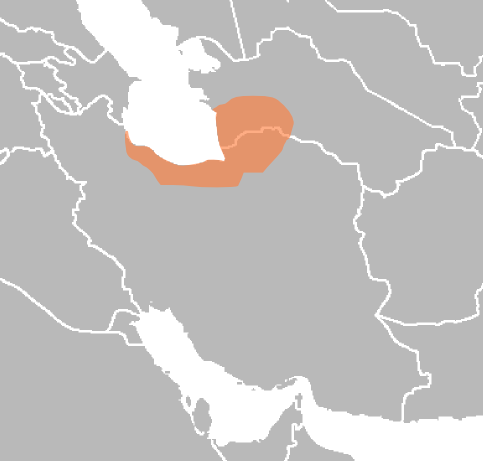
خريطة توضح موقع هيركانيا ضمن الحدود الحديثة للمنطقة.

هيركانيا أو جرجان هي منطقة إيرانية قديمة تقع إلى الجنوب الشرقي من بحر القزوين.
تُشكل اليوم جزءاً من مقاطعة مازندران، كما تقع جزءا منها في تركمانستان.